# With Her Card
With Her Card é um filme mudo norte-americano de 1909 em curta-metragem, do gênero drama, dirigido por D. W. Griffith. Cópias do filme encontram-se conservadas no Museu de Arte Moderna e na Biblioteca do Congresso dos Estados Unidos.

## Elenco
- Owen Moore ... Henry Larkin
- Frank Powell ... Randolph Churchill
- Marion Leonard ... Adele Alletta